# Pierre-Joseph-Olivier Chauveau

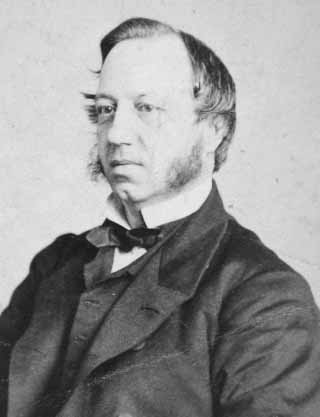
Pierre-Joseph-Olivier Chauveau

Pierre-Joseph-Olivier Chauveau, QC (* 30. Mai 1820 in Charlesbourg (heute Teil der Stadt Québec); † 4. April 1890 in Québec) war ein kanadischer Politiker, Rechtswissenschaftler und Schriftsteller. Vom 15. Juli 1867 bis zum 25. Februar 1873 regierte er als Premierminister die Provinz Québec und war während dieser Zeit Vorsitzender der Parti conservateur du Québec. Parallel dazu war er von 1867 bis 1873 konservativer Abgeordneter im kanadischen Unterhaus. Anschließend gehörte er bis 1874 dem Senat an.

## Biografie
Chauveau entstammte einer wohlhabenden Familie. Sein Vater, ein Händler, starb, als er vier Jahre alt war. Sein Großvater mütterlicherseits nahm sich daraufhin ihm und seiner Mutter an. Chauveau besuchte das von Jesuiten geführte Séminaire de Québec. Er stand dann vor der Entscheidung, Theologie oder Jura zu studieren und entschied sich für letzteres. Zu seinen Mitschülern gehörten Elzéar-Alexandre Taschereau und Luc Letellier de Saint-Just. Ergriffen von den Rebellionen der Jahre 1837/38 in Niederkanada schrieb Chauveau patriotische Gedichte und sandte diese an die Zeitung Le Canadien, wo diese veröffentlicht wurden. 1841 erhielt er schließlich die Zulassung als Rechtsanwalt.
1840 heiratete Chauveau Marie-Louise-Flore Masse, mit der er später sieben Kinder hatte. Er nahm das Angebot seines Onkels an, als neuer Partner in dessen Kanzlei einzusteigen. Obwohl eigentlich gegen eine Formierung einer kanadischen Union eingestellt, unterstützte er trotzdem andere Nationalisten, die unter bestimmten Voraussetzungen eine solche Union als den Belangen Québecs dienlich erachteten. In den Jahren 1842/43 war er Mitgründer verschiedener Gesellschaften, in denen er Reden hielt. Zusätzlich schrieb er Leserbriefe an Zeitungen, in denen er in einem gemäßigten Ton Kritik am Kolonialismus zur Sprache brachte.
Sein 1846–1847 als Feuilletonroman erschienener Charles Guérin: roman de mœurs canadiennes, kam 1853 als Buch heraus. Der Roman gilt als ein wichtiger Vertreter des roman du terroir.
1844 fiel der Entschluss, sich gänzlich der Politik zu widmen. Im selben Jahr gelang ihm der Einzug ins Unterhaus der noch jungen Provinz Kanada, die 1841 durch den Zusammenschluss von Ober- und Niederkanada entstanden war. Er setzte sich für das Recht auf die Verwendung des Französischen (alleinige Amtssprache war Englisch) im Parlament ein. Sorge bereitete ihm vor allem die Emigration von Frankokanadiern in die USA. In der reformistischen Regierung von Francis Hincks und Augustin-Norbert Morin war Chauveau zwischen November 1851 und August 1853 stellvertretender Justizminister (solicitor general) für Niederkanada, danach Provinzsekretär bis Januar 1855.
Chauveau gab im Juli 1855 seinen Parlamentssitz auf, da er bei einer Neuordnung des Kabinetts übergangen worden war. Er zog nach Montreal und übernahm eine neue Funktion als Superintendent der Schulbehörde der Provinz Québec. In den folgenden Jahren war er hauptsächlich mit dem Ausbau des Bildungswesens beschäftigt. Von Oktober 1866 bis Juni 1867 war er im staatlichen Auftrag in Europa unterwegs, um Anregungen zur Verbesserung des staatlichen Schulsystems zu sammeln. Nach seiner Rückkehr zog Chauveau in Erwägung, sein Haus in der Stadt Québec zu verkaufen, um seine Schulden zu begleichen und eine Zeitung zu gründen. Eine überraschende Wendung im politischen Geschehen kam seinen Plänen jedoch zuvor. Da der ursprüngliche Kandidat für das Amt des ersten Premierministers von Québec, Joseph-Édouard Cauchon (Bürgermeister von Québec), als nicht durchsetzbar erschien, zog Vizegouverneur Narcisse-Fortunat Belleau Chauveau als Kompromisslösung vor.
Chauveau ging darauf ein, trat am 15. Juli 1867 sein Amt als erster Premierminister Québecs an und übernahm den Vorsitz der Parti conservateur du Québec. Außerdem ließ er sich in die Nationalversammlung von Québec wählen und trat mit Erfolg bei der Unterhauswahl 1867 an. Auf Provinzebene war er ab Februar 1868 zusätzlich Bildungsminister. In den Folgejahren hatte Chauveau mit der komplizierten Situation eines administrativen Aufbaus und widerstreitenden Interessen zu tun. Das Problem der Massenauswanderung in die USA bestand fort, Verbesserungen in der Infrastruktur des Landes waren mangels wirtschaftlicher Befugnisse (diese lagen hauptsächlich auf Bundesebene) schwer anzugehen. Die Protestanten wollten ihre Minderheitenrechte in Bezug auf die Aufrechterhaltung eigener Schulen gewahrt sehen und konnten schließlich ein duales Erziehungssystem durchsetzen, das bis 1998 Bestand hatte.
Mit der Zeit machten sich bei Chauveau Verschleißerscheinungen bemerkbar. Finanzielle und persönliche Bürden (zwei seiner Töchter verstarben während seiner Amtszeit) erleichterten es ihm im Februar 1873, auf den Vorschlag einzugehen, seine Ämter auf Provinzebene und sein Unterhausmandat aufzugeben. Stattdessen ernannte ihn der kanadische Premierminister John Macdonald zum Speaker des Senats. Seine Nachfolge als Premier Québecs trat Gédéon Ouimet an. Das Aufstreben der Liberalen Partei auf Bundesebene setzte dem jedoch im Januar 1874 ebenso ein Ende. Chauveau trat zu der Unterhauswahl 1874 an, unterlag diesmal jedoch.
Chauveau hing nun beruflich in der Luft und musste den Tod einer weiteren Tochter verkraften. Zumindest hatte er nun wieder Zeit für Studien und verdingte sich einige Zeit als Artikelschreiber. So schrieb er u. a. Ende 1874 einen Artikel über das kanadische Bildungswesen, der Anfang 1876 auf Deutsch in der Encyklopädie des gesammten Erziehungs- und Unterrichtswesens erschien. Seine finanzielle Situation blieb jedoch prekär. Er sah sich beispielsweise dazu gezwungen, einen Teil seiner Privatbibliothek an die McGill University zu verkaufen. 1877 nahm er eine leitende administrative Funktion in Montreal an und wechselte schließlich 1878 an den neuen Montrealer Campus der Université Laval (heute Université de Montréal), wo er Römisches Recht lehrte. Von 1884 bis 1890 war Chauveau auch Dekan der Rechtsfakultät. In seinem letzten Lebensjahr setzte er sich auf seinem Anwesen in der Stadt Québec zur Ruhe, wo er am 4. April 1890 starb.
1889 wurde er zum assoziierten Mitglied der Académie royale des Sciences, des Lettres et des Beaux-Arts de Belgique gewählt.

## Werke (Auswahl)
- 1853 Charles Guérin: roman de mœurs canadiennes
- 1854 La Pléiade rouge: biographies humoristiques
- 1876 L’Instruction publique au Canada: précis historique et statistique
- 1877 Souvenirs et légendes
- 1883 François-Xavier Garneau: sa vie et ses œuvres